# Niagara (album)
Pour les articles homonymes, voir Niagara.
Albums de Julien Clerc
Des jours entiers à t'aimer
(1970) Liberté, égalité... ou la mort
(1972)
Niagara est le troisième album studio de Julien Clerc sorti en 1971 chez EMI.
Il contient des succès comme Ce n'est rien et Niagara.

## Titres
| No  | Titre                             | Auteur                         | Durée |
| --- | --------------------------------- | ------------------------------ | ----- |
| 1.  | Ce n'est rien                     | Étienne Roda-Gil, Julien Clerc |       |
| 2.  | Adelita                           | Étienne Roda-Gil, Julien Clerc |       |
| 3.  | La Fée qui rend les filles belles | Étienne Roda-Gil, Julien Clerc |       |
| 4.  | Les Tout Petits Détails           | Étienne Roda-Gil, Julien Clerc |       |
| 5.  | L'éléphant est déjà vieux         | Étienne Roda-Gil, Julien Clerc |       |
| 6.  | La Fille de la véranda            | Étienne Roda-Gil, Julien Clerc |       |
| 7.  | Niagara                           | Étienne Roda-Gil, Julien Clerc |       |
| 8.  | Et surtout                        | Étienne Roda-Gil, Julien Clerc |       |
| 9.  | Rolo le Baroudeur                 | Étienne Roda-Gil, Julien Clerc |       |
| 10. | Chanson pour Mémère               | Maurice Vallet, Julien Clerc   |       |
| 11. | Cœur-de-Dieu                      | Maurice Vallet, Julien Clerc   |       |
| 12. | Les Enfants et les Fifres         | Étienne Roda-Gil, Julien Clerc |       |